# Agencja Mohmand
Agencja Mohmand (urdu ‏مہمند ایجنسی‎) – agencja w zachodnim Pakistanie na obszarze Terytoriów Plemiennych Administrowanych Federalnie przy granicy z Afganistanem. W 1998 roku liczyła 334 453 mieszkańców.